# Meletij (Jegorenko)
Meletij (světským jménem: Valentin Vladimorovič Jegorenko; * 17. července 1962, GRP-21) je kazašský duchovní Ukrajinské pravoslavné církve Moskevského patriarchátu, arcibiskup a metropolita černovický a bukovinský.

## Život
Narodil se 17. července 1962 ve vesnici GRP-21 Žambylské oblasti. Od následujícího roku žil v Kropotkinu.
Roku 1979 dokončil střední školu a následující rok se stal čtecem Pokrovského chrámu v Kropotkinu.
Po vojenské službě nastoupil roku 1983 na Moskevský duchovní seminář. V září 1986 byl přijat mezi bratry Trojicko-Sergijevské lávry, kde byl 3. prosince představeným lávry archimandritou Alexijem (Kutěpovem) postřižen na monacha s mnišským jménem Meletij. Dne 19. prosince stejného roku jej arcibiskup vladimirský a suzdalský Serapion (Fadějev) rukopoložil na hierodiákona.
Roku 1987 dokončil seminář a byl poslán do lvovské eparchie, kde vstoupil do Počajivské lávry.
V prosinci 1990 přešel do kléru černovické eparchie. Zde byl jmenován sekretářem eparchiální správy.
Dne 6. ledna 1991 jej biskup černovický a bukovinský Onufrij (Berezovskyj) rukopoložil na jeromonacha.
Dne 24. června 1992 byl metropolitou kyjevským a celé Ukrajiny Volodymyrem (Sabodanem) povýšen na archimandritu.
Roku 1996 dokončil studium Moskevské duchovní akademie.
Dne 16. července 2006 jej Svatý synod Ukrajinské pravoslavné církve zvolil biskupem chotynským a vikářem černovické eparchie.
Dne 30. července 2006 proběhla jeho biskupská chirotonie. Světiteli byli metropolita kyjevský a celé Ukrajiny Volodymyr (Sabodan), metropolita černovický a bukovinský Onufrij (Berezovskyj), metropolita voroněžský a borisoglebský Sergij (Fomin), metropolita luhaňský a starobilský Ioannikij (Kobzev), arcibiskup ternopilský a kremenecký Serhij (Hensickyj), arcibiskup lvovský a haličský Augustin (Markevič), arcibiskup sarenský a poliský Anatolij (Hladkyj), arcibiskup chustský a vynohradivský Ioan (Siopko), arcibiskup vyšhorodský Pavlo (Lebiď), arcibiskup perejaslav-chmelnycký Mytrofan (Jurčuk), biskup černihivský a nižynský Amvrosij (Polikopa), biskup podolskokamenecký a horodocký Feodor (Hajun) a biskup počajivský Volodymyr (Moroz).
Dne 23. listopadu 2013 byl povýšen na arcibiskupa.
Dne 16. září 2014 byl ustanoven arcibiskupem černovickým a bukovinským.
Dne 17. srpna 2016 byl povýšen na metropolitu.
Dne 17. srpna 2021 se stal předsedou Oddělení vnějších církevních vztahů UPC a stálým členem Svatého synodu.